# Azotură
Nitrura sau azotura este un anion negativ format din azot, cu valența 3.
Compusul chimic ce are la bază nitrura derivă de la amoniac, prin înlocuirea tuturor atomilor de hidrogen cu alte elemente.
Exemple:
- nitruri saline: ale metalelor alcaline și alcalino-pământoase;
- nitruri volatile: ale metalelor și ale semimetalelor;
- nitruri metalice: ale metalelor din grupele secundare VI-VII din sistemul periodic.
- nitruri de tipul diamantului (de bor, siliciu și fosfor) care sunt foarte stabile.

Nitrurile de bor, beriliu, hafniu, niobiu, tantal și utilizează ca produse refractare speciale (pentru topirea metalelor lipsite de impurități).